# Saint-Jean-de-Thurac
Saint-Jean-de-Thurac – miejscowość i gmina we Francji, w regionie Nowa Akwitania, w departamencie Lot i Garonna.
Według danych na rok 1990 gminę zamieszkiwało 381 osób, a gęstość zaludnienia wynosiła 74 osób/km² (wśród 2290 gmin Akwitanii Saint-Jean-de-Thurac plasuje się na 808. miejscu pod względem liczby ludności, natomiast pod względem powierzchni na miejscu 1417.).